# Buckley Green
Buckley Green – wieś w Anglii, w hrabstwie Warwickshire. Leży 13 km na zachód od miasta Warwick i 144 km na północny zachód od Londynu.